# Talarn
Talarn – gmina w Hiszpanii, w prowincji Lleida, w Katalonii, o powierzchni 27,82 km². W 2011 roku gmina liczyła 564 mieszkańców.